# Harrison Bluff
Das Harrison Bluff ist eine Landspitze aus hellem Trachyt an der Westküste der antarktischen Ross-Insel. Als seeseitiger Ausläufer des Trachyte Hill markiert sie das südliche Ende des McDonald Beach an der Westseite von Mount Bird.
In der Nordwestecke des Kliffs errichtete E. B. Fitzgerald von der Kap-Bird-Gruppe einer von 1958 bis 1959 durchgeführten Kampagne im Rahmen der New Zealand Geological Survey Antarctic Expedition eine durch einen Steinhaufen markierte Landvermessungsstation. Das New Zealand Antarctic Place-Names Committee benannte es 1961 nach John Harrison (1932–1966), einem der besten Bergsteiger Neuseelands und Bergsteigergehilfen bei dieser Expedition.